# Kabinet-Turnbull II
Het kabinet-Turnbull II was de regering van het Gemenebest van Australië van 20 juli 2016 tot 24 augustus 2018.
| Ambtsbekleder                       | Ambtsbekleder     | Ambtsbekleder            | Functie(s)                                                 | Ambtstermijn      | Ambtstermijn     | Partij |
| ----------------------------------- | ----------------- | ------------------------ | ---------------------------------------------------------- | ----------------- | ---------------- | ------ |
|                                     | Malcolm Turnbull  | Malcolm Turnbull (1954)  | Premier                                                    | 15 september 2015 | 24 augustus 2018 | LP     |
|                                     | Barnaby Joyce     | Barnaby Joyce (1967)     | Vicepremier                                                | 18 februari 2016  | 26 februari 2018 | NP     |
| Minister van Landbouw               | Barnaby Joyce     | Barnaby Joyce (1967)     | 18 september 2013                                          | 20 december 2017  |                  | NP     |
| Minister van Infrastructuur         | Barnaby Joyce     | Barnaby Joyce (1967)     | 20 december 2017                                           | 26 februari 2018  |                  | NP     |
|                                     | Michael McCormack | Michael McCormack (1964) | Vicepremier                                                | 26 februari 2018  | 22 juni 2021     | NP     |
| Minister van Infrastructuur         | Michael McCormack | Michael McCormack (1964) |                                                            | 26 februari 2018  | 22 juni 2021     | NP     |
|                                     | Peter Dutton      | Peter Dutton (1970)      | Minister van Binnenlandse Zaken                            | 20 december 2017  | 30 maart 2021    | LP     |
| Minister voor Immigratie            | Peter Dutton      | Peter Dutton (1970)      | 24 december 2014                                           | 24 augustus 2018  |                  | LP     |
|                                     | Julie Bishop      | Julie Bishop (1956)      | Minister van Buitenlandse Zaken                            | 18 september 2013 | 24 augustus 2018 | LP     |
|                                     | Scott Morrison    | Scott Morrison (1968)    | Minister van Financiën                                     | 20 september 2015 | 24 augustus 2018 | LP     |
|                                     | George Brandis    | George Brandis (1957)    | Minister van Justitie                                      | 18 september 2013 | 20 december 2017 | LP     |
| Leider in de Senaat                 | George Brandis    | George Brandis (1957)    | 20 september 2015                                          |                   | 20 december 2017 | LP     |
|                                     | Christian Porter  | Christian Porter (1970)  | Minister van Justitie                                      | 20 december 2017  | 30 maart 2021    | LP     |
|                                     | Marise Payne      | Marise Payne (1964)      | Minister van Defensie                                      | 20 september 2015 | 24 augustus 2018 | LP     |
|                                     | Sussan Ley        | Sussan Ley (1961)        | Minister van Volksgezondheid                               | 24 december 2014  | 13 januari 2017  | LP     |
| Minister voor Sport                 | Sussan Ley        | Sussan Ley (1961)        |                                                            | 24 december 2014  | 13 januari 2017  | LP     |
|                                     | Greg Hunt         | Greg Hunt (1961)         | Minister van Volksgezondheid                               | 13 januari 2017   | heden            | LP     |
| Minister voor Sport                 | Greg Hunt         | Greg Hunt (1961)         | 20 december 2017                                           | 13 januari 2017   |                  | LP     |
|                                     | Michaelia Cash    | Michaelia Cash (1970)    | Minister van Arbeid                                        | 20 september 2015 | 24 augustus 2018 | LP     |
|                                     | Christian Porter  | Christian Porter (1970)  | Minister van Sociale Zaken                                 | 20 september 2015 | 20 december 2017 | LP     |
|                                     | Dan Tehan         | Dan Tehan (1968)         | Minister van Sociale Zaken                                 | 20 december 2017  | 24 augustus 2018 | LP     |
|                                     | Simon Birmingham  | Simon Birmingham (1974)  | Minister van Onderwijs                                     | 20 september 2015 | 24 augustus 2018 | LP     |
|                                     | Darren Chester    | Darren Chester (1967)    | Minister van Infrastructuur                                | 18 februari 2016  | 20 december 2017 | NP     |
| Minister van Regionale Ontwikkeling | Darren Chester    | Darren Chester (1967)    | 27 oktober 2017                                            |                   | 20 december 2017 | NP     |
| Minister van Lokale Zaken           | Darren Chester    | Darren Chester (1967)    | 27 oktober 2017                                            |                   | 20 december 2017 | NP     |
|                                     | Fiona Nash        | Fiona Nash (1965)        | Minister van Regionale Ontwikkeling                        | 18 februari 2016  | 27 oktober 2017  | NP     |
| Minister van Lokale Zaken           | Fiona Nash        | Fiona Nash (1965)        | 20 juli 2016                                               |                   | 27 oktober 2017  | NP     |
|                                     | John McVeigh      | John McVeigh (1965)      | Minister van Regionale Ontwikkeling                        | 20 december 2017  | 24 augustus 2018 | NP     |
| Minister van Lokale Zaken           | John McVeigh      | John McVeigh (1965)      |                                                            | 20 december 2017  | 24 augustus 2018 | NP     |
|                                     | David Littleproud | David Littleproud (1976) | Minister van Landbouw                                      | 20 december 2017  | 30 mei 2019      | NP     |
|                                     | Josh Frydenberg   | Josh Frydenberg (1971)   | Minister van Milieu                                        | 20 juli 2016      | 24 augustus 2018 | LP     |
|                                     | Mitch Fifield     | Mitch Fifield (1967)     | Minister van Cultuur en Communicatie                       | 15 september 2015 | 30 mei 2019      | LP     |
|                                     | Christopher Pyne  | Christopher Pyne (1967)  | Leider in het Huis van Afgevaardigden                      | 18 september 2013 | 30 mei 2019      | LP     |
| Minister voor Defensie Productie    | Christopher Pyne  | Christopher Pyne (1967)  | 20 juli 2016                                               | 24 augustus 2018  |                  | LP     |
|                                     | Steven Ciobo      | Steven Ciobo (1974)      | Minister voor Buitenlandse Handel                          | 18 februari 2016  | 24 augustus 2018 | LP     |
|                                     | Kelly O'Dwyer     | Kelly O'Dwyer (1977)     | Minister voor Financiële Ontwikkelingen                    | 20 juli 2016      | 24 augustus 2018 | LP     |
|                                     | Matt Canavan      | Matt Canavan (1956)      | Minister voor Ontwikkelingen en het Noordelijk Territorium | 20 juli 2016      | 3 februari 2020  | NP     |
|                                     | Nigel Scullion    | Nigel Scullion (1956)    | Minister voor Aboriginal Zaken                             | 18 september 2013 | 30 mei 2019      | CLP    |
|                                     | Bridget McKenzie  | Bridget McKenzie (1969)  | Minister voor Sport                                        | 20 december 2017  | 30 mei 2019      | NP     |
|                                     | Mathias Cormann   | Mathias Cormann (1970)   | Onderminister voor Financiën                               | 18 september 2013 | 30 oktober 2020  | LP     |